# Doronomyrmex goesswaldi
Doronomyrmex goesswaldi là một loài kiến thuộc họ Formicidae. Loài này có ở Pháp và Thụy Sĩ.